# Noa (певец)
Михаил Владимирович Домбровский (род. 13 января 1988, Москва, Московская область, СССР), более известный под псевдонимами Noa и Kai Esther — российский рэпер, композитор, музыкальный продюсер, автор песен. Бывший участник объединения «Dead Dynasty».

## Биография
Михаил родился 13 января 1988 года в Москве. Уже в раннем детстве он увлекся музыкой. В возрасте 15 лет он решил заняться созданием музыки на более серьезном уровне. Михаил некоторое время работал диджеем на радио Love Radio, где вёл полноценные эфиры. Также был ведущим информационных передач.
По началу он исполнял и выпускал релизы под псевдоним «Mike Esther». Спустя время, Михаил стал участником музыкальной группы Майами. Коллектив исполнял каверы на различные песни, и часто выступал на корпоративах. Затем он покидает проект.

## Карьера

### 2012—2015: Ранние годы
С 2012 года Михаил начал заниматься преподаванием вокального искусства. В дальнейшем он переименовался в Kai Esther, позже псевдоним был стилизован как Kaiesther, и выпустил кавер-версию на сингл певицы Адель — «Hello». Параллельно он продюсировал других музыкантов.

### 2015—2018: Начало карьеры
В 2016 году стал участником объединения Dead Dynasty. В октября 2016 года он принял участие в создании сингла Неон, из совместного альбома Pharaoh и ЛСП "Кондитерская". В том же месяце стал артистом в релизе Mnogoznaal "Третья грань", из его сольного проекта «Ночной ловец солнца».
Затем он переименовал псевдоним на Noa, 30 ноября состоялась премьера совместного альбома Noa и битмейкера Dead Dynasty — White Punk под названием «Ветра». В феврале 2017 году Noa стал участником релиза Многознаала Muna, а также к акустической песни Фараона под названием «Unplugged (Interlude)», затем работал с Tveth и рэпером 39.
В апреле Михаил презентовал музыкальный EP «Осознанные Сновидения», он состоял из 7 синглов. Издание The-Flow назвал EP как «Тёмный, эзотерический R&B из недр Dead Dynasty».
В июле Pharaoh' и «Pink Phloyd» выпустили релизы, в двух из которых спродюсировал Михаил, а в ремикс-версии сингла "Порнозвезда", он исполнил гостевой куплет.
В августе 2017 году Михаил выпустил дебютный клип на релиз «Вся Моя», в котором снялись участники Dead Dynasty.
А уже через 4 месяца была опубликован клип на сингл «Будем». 18 ноября он выпустил мини-альбомом «Земля/Вода», в который вошло 6 синглов.

### 2018—2022: Выпуск альбомов
21 сентября выпустил музыкальный альбом «Stranger», презентация альбома прошла 26 октябре в Московском клубе «16 тонн».
18 марта выпустил мини-альбом из 4 песен под названием «Пина Колада». В октябре 2018 году вышел интервью для Афиши Daily, в котором Михаил рассказал первые годы в объединении Dead Dynasty. В том же году он участвовал в Узнать за 10 секунд, вместе с Гречкой, Gone.Fludd и OFFMi, в том же месяце вышел интервью для издания The Flow.
В ноябре 2018 году, он покинул объединение Dead Dynasty, объяснив свой уход:
Разница во взглядах на музыку и отношении к ней. Я хотел дальнейшего развития, а не возвращения к истокам. Желания не совпали с возможностями. С возможностями не с моей стороныМихаил (Noa)
В январе 2019 году с Youtube-канала Dead Dynasty были удалены все музыкальные клипы Михаила. В том же году выходит музыкальный альбом на сингл «Стрелы в сердце».
В октябре 2019 году выпускает альбом «Melanphoria», а следующий день выходит второй музыкальный альбом «Насквозь».
В 2020 году выходит музыкальный клип на сингл «Каждый раз» с участнием музыканта Enique.
В 2021 году участвовал в альбоме рэпера Yung Trappa.
В августе 2022 году участвовал в альбоме рэпера Yanix.
С 2022 года является участником музыкального лейбла и коллектива — «INSOMNIA MUSIC».

## Личная жизнь
С 2013 года Михаил женат на Юлии, выпускницей Московского государственного института культуры, выпускницей и музыкальным продюсером Dream Team House и Дани Милохина, а также певицей, выступающей под псевдонимом Таких Миллион (англ. TakihMillion)

## Дискография

### Студийные альбомы
| Название                | Информация                                                            |
| ----------------------- | --------------------------------------------------------------------- |
| «Ветра»                 | - Релиз: 29 ноября 2016 - Лейбл: Noa - Формат: цифровая дистрибуция   |
| «Осознанные сновидения» | - Релиз: 13 апреля 2017 - Лейбл: Noa - Формат: цифровая дистрибуция   |
| «STRANGER»              | - Релиз: 21 сентября 2018 - Лейбл: Noa - Формат: цифровая дистрибуция |
| «melanphoria»           | - Релиз: 30 октября 2019 - Лейбл: Noa - Формат: цифровая дистрибуция  |

### EP
| Год  | Название       | Информация                                                          |
| ---- | -------------- | ------------------------------------------------------------------- |
| 2017 | «Земля / Вода» | - Релиз: 17 ноября 2017 - Лейбл: Noa - Формат: цифровая дистрибуция |
| 2018 | «Пина Колада»  | - Релиз: 18 марта 2018 - Лейбл: Noa - Формат: цифровая дистрибуция  |

### Синглы
- 2017 — «Вся моя»[28]
- 2017 — «Будем»
- 2018 — «Тоска»
- 2019 — «Стрелы в сердце»
- 2021 — «Останься»
- 2021 — «Обратно»
- 2022 — «MONEY & TIME»[29]
- 2022 — «Sunshine» (feat. JANAGA)
- 2022 — «Холодное сердце»

### Участие в релизах других исполнителей
| Год  | Название                                    | Информация                                                                 |
| ---- | ------------------------------------------- | -------------------------------------------------------------------------- |
| 2020 | «Прости меня»                               | - Релиз: 2 июня 2020 - Лейбл: kid melt - Формат: цифровая дистрибуция      |
| 2020 | «Болен» (White Punk при уч. Noa)            | - Релиз: 12 июня 2020 - Лейбл: White Punk - Формат: цифровая дистрибуция   |
| 2020 | «Молчишь» (kid melt при уч. Noa)            | - Релиз: 18 сентября 2020 - Лейбл: kit melt - Формат: цифровая дистрибуция |
| 2017 | "Порно- звезда (Remix)(PHARAOH при уч. Noa) | • Релиз: 8 июля 2017 • Лейбл: Dead Dynasty • Формат:цифровая дистрибуция   |